# Bridget Ogilvie
 (décembre 2023).
Si vous disposez d'ouvrages ou d'articles de référence ou si vous connaissez des sites web de qualité traitant du thème abordé ici, merci de compléter l'article en donnant les références utiles à sa vérifiabilité et en les liant à la section « Notes et références ».
Bridget Margaret Ogilvie, née le 24 mars 1938 à Glen Innes (Nouvelle Galles du Sud), est une scientifique australienne.

## Biographie
Diplômée en Sciences rurales de l'université de Nouvelle-Angleterre (1960), elle bénéficie d'une bourse d'études à l'université de Cambridge, où elle obtient un doctorat avec une thèse sur le parasite intestinal Nippostrongylus brasiliensis.
En 1963, elle se joint au département de parasitologie du National Institute for Medical Research, près de Londres. Elle y poursuit des recherches sur la réponse immunitaire aux nématodes. En 1986, elle est nommée directrice du Wellcome Trust, une fondation de charité londonienne, et demeure à ce poste jusqu'en 1998.

## Honneurs
- Prix Kilgerran de la Foundation for Science and Technology (1994)
- «Dame commandeur» de l'Ordre de l'Empire britannique (1996)
- Fellow de la Royal Society (2003)
- Compagnon de l'Ordre d'Australie (2007)[1]